# EGK-Gesundheitskasse
Die EGK-Gesundheitskasse (ehemals "Die Eidgenössische" Gesundheitskasse) ist eine auf die Krankenversicherung spezialisierte Schweizer Versicherungsgesellschaft. Kerngeschäft der 1919 gegründeten und in der Rechtsform einer Stiftung organisierten Krankenkassen-Gruppe bildet die Grundversicherung nach dem Krankenversicherungsgesetz sowie Zusatzversicherungen.
Die Spezialität der EGK ist der barrierefreie Zugang zu qualitativ hochstehender Komplementärmedizin. In diesem Bereich gilt sie als Pionierin. Zur Stärkung des Stellenwerts von Komplementärmedizin wurde 1995 die Stiftung SNE Stiftung für Naturheilkunde und Erfahrungsmedizin (SNE) gegründet. Sie hat ihren Sitz in Solothurn.
In der Grundversicherung, aber auch in der Zusatzversicherung zählte die EGK-Gesundheitskasse Ende 2021 rund 86'000 Versicherte.

## Geschichte
Die EGK wurde am 22. März 1919 im Nachzug des Generalstreiks durch einige örtliche Industrielle als Krankenkasse des Birstals in der Kantine der Tonwarenfabrik in Laufen gegründet. Zu den Gründerbetrieben gehörten unter anderem die 1922 stillgelegte Portland-Zementfabrik Laufen, die Zement- und Kalkwerke Liesberg, die Neue Birstaler Portland-Zementfabrik Liesberg, die Tonwarenfabrik Laufen, die H. Scheidegger Korkwarenfabrik Laufen sowie die A.-G. Schweiz. Pfeifen- und Stockfabrik Laufen.
Im Laufe der Jahre schlossen sich weitere Unternehmen aus dem Jurabogen der EGK an, um nicht eine eigene Betriebskrankenkasse führen zu müssen. Neben verschiedenen Uhrenfabriken 1920 auch die Messerschmiede Wenger. Schon bald war die Birstaler Krankenkasse auch ennet der Sprachgrenze als Caisse-maladie de la Vallée de la Birse bekannt. Noch 1928 beschränkte sich das Einzugsgebiet gemäss Handelsregistereintrag auf das Birstal, das Elsgau, das Leimental sowie die Bezirke Arlesheim und Dorneck-Thierstein. Mit der Ausweitung des Geschäftsgebiets auf die ganze Schweiz erfolgte 1966 der Wechsel zu Die Eidgenössische Kranken- und Unfallkasse. Vorher wurden die Monatsprämien durch die örtlichen Sektionsleiter bei den Versicherten zu Hause eingezogen. Die erfolgreiche Hinwendung zur Gesundheitsförderung und Komplementärmedizin führte 1990 zu einer weiteren Namensänderung zu Eidgenössischen Gesundheitskasse.